# Belarmino
Pour plus de détails, voir Fiche technique et Distribution.
Belarmino est une docufiction portugaise réalisée par Fernando Lopes, sortie en 1964.
Belarmino Fragoso, boxeur sur le déclin passé selon lui à côté d'une grande carrière, a aujourd'hui 32 ans et vivote comme coloriste de photos, en attendant mieux. Il évoque sa vie en gros plan, parfois en regard caméra, et déambule en sifflant dans un Lisbonne triste, de la salle de sport au cabaret.
Belarmino est conscient de la caméra, exagère ou dissimule parfois, mais ne cesse pourtant de sonner juste, vrai. Portrait à la fois vivant et mélancolique d'un homme et d'une ville, aux rythmes du jazz et dans un beau noir et blanc, c'est une œuvre fondamentale du Novo Cinema, parfois reliée au cinéma direct.

## Fiche technique
- Réalisation : Fernando Lopes
- Production : António da Cunha Telles
- Scénario : Fernando Lopes
- Photographie : Augusto Cabrita
- Musique : Manuel Jorge Veloso
- Pays d'origine :  Portugal
- Durée : 80 minutes
- Date de sortie : 18 novembre 1964

## Intervenants
- Belarmino Fragoso
- Maria Amélia Fragoso, sa femme
- Ana Paula Fragoso, leur fille
- Albano Martins, son ancien entraîneur
- Tony Alonso, rival espagnol
- Jean-Pierre Gebler, saxophoniste
- Armando Baptista-Bastos, journaliste

## Extraits de critique
Selon Pedro Neves dans Correio da Manhã en 2002, « le film est plein d'une poésie de l'image très douloureuse, où règnent des thèmes amers comme la solitude, la peur et la défaite, exprimés avec l'aigreur de quelqu'un qui a atteint une renommée précoce mais a fini par avoir une vie triste ».
Paulo Rocha jugeait en 1974 qu'« Après Aniki Bóbó, Belarmino est le plus beau de nos films, et aucun n'a été réalisé avec des moyens matériels si modestes. [...] Tant que Fernando Lopes vivra, personne ne pourra arrêter le cinéma portugais ».
Jorge Silva Melo écrivait en 1995 qu'il ne connaît « qu'un film aussi inséparable de son personnage : le génial Close-up d'Abbas Kiarostami ».